# Печураны
Печу́раны (бел. Пячэ́рыны) — деревня в Копыльском районе Минской области Беларуси. Входит в состав Потейковского сельсовета.
Расположена в 11 км северо-западнее районного центра города Копыль, южнее автомобильной дороги Осиповичи — Барановичи. Население — 142 жителя (1997).

## История
В XIX — начале XX века деревня входила в состав Телядовической волости Слуцкого уезда Минской губернии, принадлежала княжескому роду Радзивиллов.
В 1909 году насчитывала 69 дворов, 810 жителей.
В 1917 году в деревне было открыто земское народное училище, которое затем было переделано в советскую начальную школу.
В конце 1920-х годов в деревне возник колхоз «Колас». В 1933 году в деревне была ветряная мельница, кузница.
Во время немецкой оккупации 1941—1944 годы деревня находилась в партизанской зоне. На фронтах Великой Отечественной войны погиб и пропал без вести 21 уроженец деревни.

## Достопримечательности
- Деревню окружают урочища Дуброва (местные жители называют Выжар) и Кадное.
- На территории деревни находится старинное заброшенное кладбище. В здании бывшей начальной школы находится сельский клуб и библиотека.
- В 1919—1921 года в деревенской школе преподавал известный впоследствии деятель Русской православной церкви, архиепископ Чебоксарский и Чувашский Вениамин.